# Colpocephalum fregili
Colpocephalum fregili är en insektsart som beskrevs av Henry Denny 1842. Colpocephalum fregili ingår i släktet Colpocephalum och familjen spolätare. Arten är reproducerande i Sverige. Inga underarter finns listade i Catalogue of Life.